# Meshach Taylor
Pour les articles homonymes, voir Taylor.
Meshach Taylor, né le 11 avril 1947 à Boston aux États-Unis et mort le 28 juin 2014 à Altadena, en Californie, est un acteur américain.

## Filmographie

### Cinéma
- 1978 : Damien : La Malédiction 2 (Damien: Omen II) de Don Taylor
- 1978 : Stony Island d'Andrew Davis
- 1981 : Hurlements (The Howling) de Joe Dante
- 1981 : Les Entrailles de l'enfer (The Beast Within) de Philippe Mora
- 1982 : La Coupe de cheveux (The Haircut) de Tamar Simon Hoffs (court-métrage)
- 1985 : Explorers de Joe Dante
- 1985 : Contact mortel (Warning sign) d'Hal Barwood
- 1985 : One More Saturday Night de Dennis Klein
- 1986 : Inside Out de Robert Taicher
- 1987 : Mannequin de Michael Gottlieb
- 1987 : La Fête à tout prix (The Allnighter) de Tamar Simon Hoffs
- 1987 : Engrenages (House of Games) de David Mamet
- 1989 : Ultra Warrior d'Augusto Tamayo San Román et Kevin Tent
- 1990 : Mannequin: On the Move de Stewart Raffill (+chansons)
- 1991 : Class Act de Randall Miller
- 1998 : La Légende de Brisby (The Secret of NIMH 2: Timmy to the rescue) de Dick Sebast (voix et chansons)
- 1999 : Jacks or better de Robert Sidney Mellette
- 2001 : Friends and Family de Kristen Coury
- 2008 : Club Fiji de Scott Morgan
- 2009 : Tranced de David M. Evans
- 2010 : Wigger de Omowale Akintunde
- 2010 : Hyenas d'Eric Weston
- 2011 : Photo Finish de Michael Brewer
- 2012 : He knows my heart de Kareem Ferguson (court-métrage)
- 2012 : Silencio de Chris Mammarelli (court-métrage)

### Télévision
- 1979 : L'Incroyable Hulk : M.P. (Saison 3, épisode 2)
- 1983 - 1984 : Buffalo Bill
- 1986 : Alf : Addison (Saison 1, épisode 4)
- 1986 - 1993 : Femmes d'affaires et dames de cœur (Designing Women)
- 1987 : L'Impossible Alibi (The Last Innocent Man)
- 2004 : Ned ou comment survivre aux études ? : Mr.Wright (Saison 1, saison 2 et saison 3)
- 2004 : All of Us : Roger (Saison 2, épisode 11)
- 2006 : The Unit : Commando d'élite : Howard Whitwell (Saison 2, épisode 6)
- 2007 : Hannah Montana : Dahliano (Saison 2 épisode 26)
- 2012 : Esprits criminels (Criminal Minds): Harrison Scott(saison 8, épisode 7 et saison 9, épisode 13)
- 2012 : Jessie